# Omitlán de Juárez
Omitlán de Juárez là một đô thị thuộc bang Hidalgo, México. Năm 2005, dân số của đô thị này là 7529 người.